# Cuyahoga Falls
Cuyahoga Falls ist eine City im Summit County, Ohio, Vereinigte Staaten. Das U.S. Census Bureau ermittelte bei der Volkszählung 2020 eine Einwohnerzahl von 51.114.

## Geografie
Cuyahoga Falls wird durch Akron im Süden und den Cuyahoga-Valley-Nationalpark im Nordwesten begrenzt.
Die Stadt durchzieht der Cuyahoga River, der hier eine Reihe von Wasserfällen aufweist, die den Fluss an dieser Stelle unschiffbar machen. Kanus mussten um diese Stelle herumgetragen werden. Heute durchfließen die Stromschnellen die Mitte der Stadt.

## Historisches

### Ereignisse
Im Vertrag von Greenville mussten am 3. August 1795 in Fort Greenville die amerikanischen Ureinwohner einen großen Teil ihres Landes in Ohio an die Vereinigten Staaten abtreten. Die Teilungsgrenze verlief von der Mündung des Cuyahoga Rivers in den Eriesee entlang des Flusses nach Süden bis zur Portage im heutigen Portage County und dann weiter den Tuscarawas River hinab zum Fort Laurens nahe dem heutigen Bolivar.
Joshua Stow, der als Begleiter von Moses Cleaveland, dem Namensgeber der Stadt Cleveland, in den Jahren 1796 bis 1797 das Land um den Erie-See, die sogenannte Connecticut Western Reserve, vermessen hatte, fand Gefallen an diesem Land am Grenzfluss Cuyahoga. Er kaufte hier fast einen Quadratkilometer Land und sandte einen Verwandten, William Wetmore aus Connecticut, in das Gebiet, um es zu entwickeln. 1804 kam Wetmore in der Gegend an.
Im Jahre 1812 zogen sich die Indianer aus dem gesamten Gebiet des Cuyahoga River zurück, um sich mit den Briten zu verbünden. Nach der Niederlage der Briten im Britisch-Amerikanischen Krieg von 1812 kehrten sie jedoch nie mehr in diese Gegend zurück.

Am 31. Juli 1940 ereignete sich in Cuyahoga Falls ein schwerer Eisenbahnunfall, als ein Triebwagen und ein Güterzug frontal zusammenstießen. 43 Menschen starben, fünf wurden darüber hinaus verletzt. 

### Name
Unter dem Namen „Manchester“ wurde das heutige Cuyahoga Falls besiedelt. Später war es hauptsächlich ein Wunsch der Post, die Siedlung umzubenennen, da es in Ohio schon mehrere Siedlungen mit dem Namen „Manchester“ gab. Cuyahoga Falls wurde schließlich nach dem Cuyahoga River und den Stromschnellen benannt, die der Fluss hier durchfließt.

## Kultur

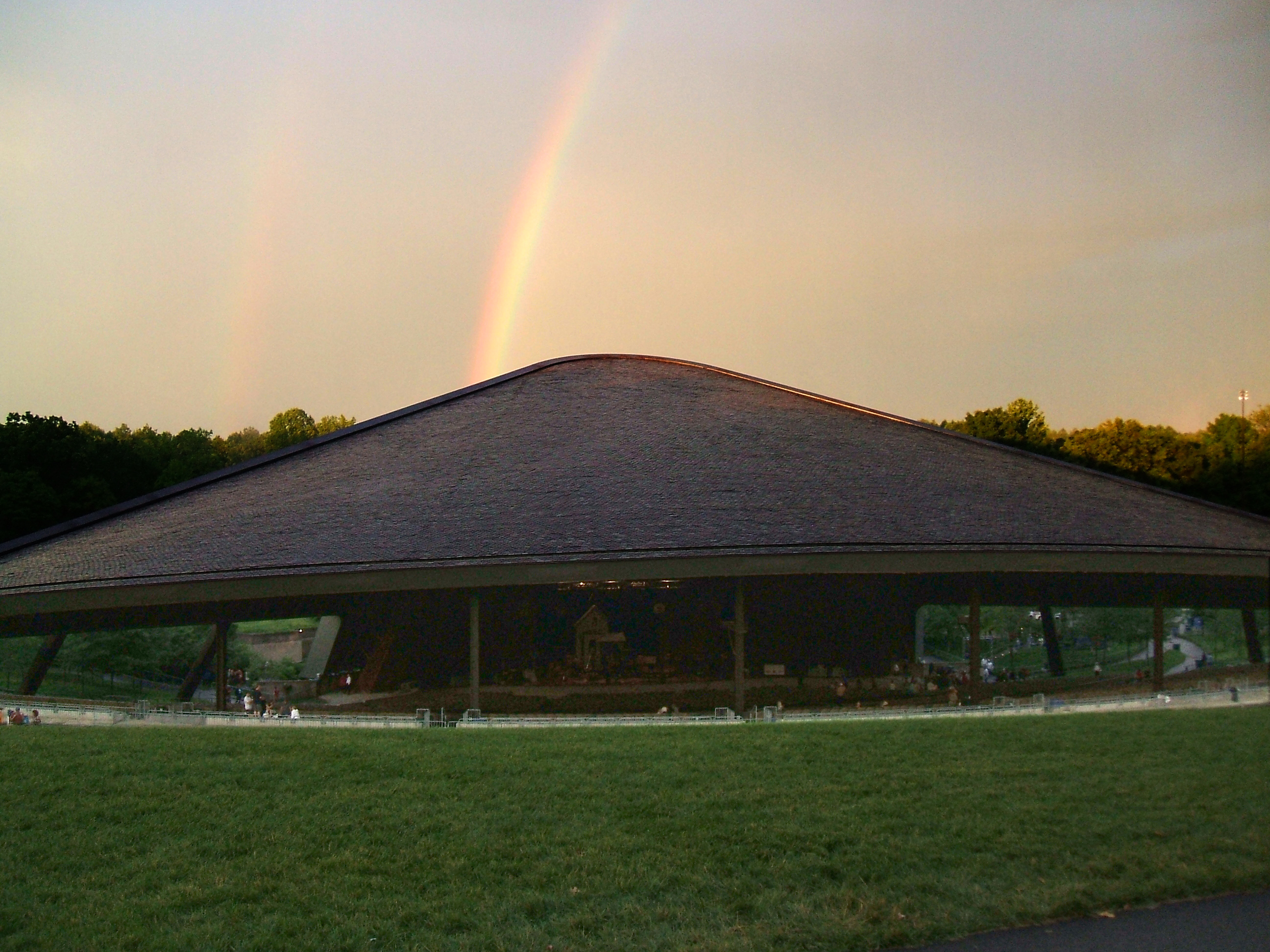
Blossom Music Center

Das Blossom Music Center ist der Veranstaltungsort des Blossom Festivals, das jeden Sommer für zehn Wochen hier stattfindet. Das Festivalgelände wurde für das Cleveland Orchestra geschaffen, das hier in den Sommermonaten sein Quartier aufschlägt. Das erste Blossom Festival fand ab 19. Juli 1968 statt, als der damalige Chefdirigent des Cleveland Orchestra, George Szell das erste Konzert dirigierte. Bereits damals gastierten neben dem Cleveland Orchestra auch andere Musiker und neben den symphonischen Konzerten gab es auch Jazz- und Folk-Veranstaltungen. Bis 2005 hatte das Blossom Festival einen eigenen Musikdirektor, seit damals hat der Chefdirigent des Cleveland Orchestra, Franz Welser-Möst, die musikalische Leitung des Sommerfestivals mitübernommen.

## Politik
Amtierender Bürgermeister ist derzeit Don Walters.

## Persönlichkeiten
- Cheryl Gates McFadden (* 1949), Schauspielerin, Darstellerin der Dr. Beverly Crusher in der Serie Raumschiff Enterprise – Das nächste Jahrhundert
- Jim Jarmusch (* 1953), Autorenfilmer, Drehbuchautor, Schauspieler und Filmproduzent
- Michael Morell (* 1958), Direktor der CIA
- Houston Rhines (* 1980), Schauspieler